# Matabelina senegalensis
Matabelina senegalensis är en kackerlacksart som beskrevs av Karlis Princis 1969. Matabelina senegalensis ingår i släktet Matabelina och familjen småkackerlackor. Inga underarter finns listade i Catalogue of Life.